# Witalij Kwarciany
Witalij Wołodymyrowycz Kwarciany, ukr. Віталій Володимирович Кварцяний (ur. 19 lipca 1953 w Łucku) – ukraiński trener piłkarski i piłkarz, grający na pozycji pomocnika.

## Kariera piłkarska

### Kariera klubowa
W 1977 rozpoczął karierę piłkarską w klubie Torpedo Łuck, ale już następnego sezonu przeszedł do amatorskiej drużyny Pryładyst Łuck, w której w 1984 zakończył karierę piłkarską.

## Kariera trenerska
Jeszcze będąc piłkarzem Pryładysta pełnił również w nim funkcje trenerskie. Od 1984 trenował Torpedo Łuck, który później zmienił nazwę na Wołyń. W 1990 wyjechał do Polski, gdzie prowadził KSZO Ostrowiec Świętokrzyski. W 1994 powrócił na Ukrainę, gdzie ponownie trenował Wołyń. Po pracy w Podilla Chmielnicki, powrócił na sezon do zespołu, w którym rozpoczął pracę trenerską. Od 2001 po raz trzeci objął stanowisko głównego trenera w Wołyni. W końcu 2011 po wypowiedzi o korupcji w ukraińskiej piłce nożnej został odsunięty od zajmowanego stanowiska, a potem dyskwalifikowany do końca sezonu. W czerwcu 2012 objął prowadzenie Krywbasa Krzywy Róg, ale już w lipcu przez konflikt z kierownictwem klubu opuścił Krywbas. 6 września 2012 został zaproszony do Metałurha Zaporoże. 1 grudnia 2012 po ostatnim meczu Metałurha w roku podał się do dymisji. 7 maja 2013 powrócił do kierowania Wołynią. 11 lipca 2013 został wyznaczony również na stanowisko Prezesa Wołyni. 13 lipca 2017 został zmieniony na stanowisku głównego trenera przez Jarosława Komziuka.

## Sukcesy i odznaczenia

### Sukcesy trenerskie
- mistrz Wtoroj Ligi ZSRR: 1989
- mistrz Ukraińskiej Pierwszej Lihi: 2002

### Odznaczenia
- tytuł Zasłużonego Trenera Ukrainy: 2003
- Order „Za zasługi” III klasy: 2011[10]